# Hookeriopsis hornschuchiana
Hookeriopsis hornschuchiana är en bladmossart som beskrevs av Brotherus 1907. Hookeriopsis hornschuchiana ingår i släktet Hookeriopsis och familjen Hookeriaceae. Inga underarter finns listade i Catalogue of Life.